# バリウム星
バリウム星（バリウムせい、barium star）は、スペクトル型がG型またはK型の巨星である。スペクトルから、S過程が過剰に進み、455.4nmの一価のバリウムが存在することが示唆されている。バリウム星はまた、CH、CN、CCの分子結合を持つ炭素も豊富に存在する特徴を見せている。William BidelmanとPhilip Keenanによって最初に確認され、定義された。
視線速度の観測により、全てのバリウム星は連星であるということが知られている。IUEによる紫外線の観測で、いくつかのバリウム星の系に白色矮星が見つかった。
バリウム星は、連星系の質量転移の結果できると考えられている。質量転移は、巨星が主系列星である時に起こる。質量を提供する伴星は、漸近巨星分枝上の炭素星であり、内部で炭素とS過程の元素を生産している。これらの原子核合成生成物は表面への対流で混合される。これらの物質の一部は巨星の表面の層を「汚染」し、漸近巨星分枝上の星は進化の最終過程で質量を失って白色矮星となる。白色矮星になってから長い期間が経ち、主星も赤色巨星にまで進化してしまうと、質量転移がいつ起こったのかは確定できない。
進化の過程で、バリウム星は一時的にG型、K型の恒星としての限界を超えて大きく暗くなる。この状態になると、通常はスペクトル型がM型になるが、S過程が過剰になることによってこのような組成が可能となる。M型の恒星の表面温度では、酸化亜鉛のバンドを示す。これが起こると、恒星は「外因性の」S型星になる。
標準的な恒星進化論では、G型とK型の巨星は炭素やS過程の元素を合成し、表面で混合するほど進化してはいないとされているため、歴史的にバリウム星は謎をはらんでいた。恒星が連星系で存在するという発見により、伴星がこのような元素を生成し、スペクトルの特徴の元になっているということが明らかになって、この謎は解決した。質量転移の仮説は、バリウム星のようなスペクトルの特徴を持った主系列星が存在するということを予測する。少なくともそのような恒星として、HR 107が知られている。
典型的なバリウム星には、やぎ座ζ星、HR 774、HR 4474等がある。
CH星は、同様の進化段階、スペクトルの特徴、軌道統計にある種族IIの恒星であり、バリウム星より古く金属量が少ない類似体だと考えられている。